# 信号無視
信号無視（しんごうむし）とは、自動車、オートバイ、自転車、歩行者、列車などが信号機の表示に反して通行することである。

## 日本の道路における罰則

### 道路交通法
信号無視は道路交通法第7条に違反して交通違反となる。ただし、緊急走行中の緊急自動車は、他の交通に注意して徐行することを条件に、信号機に従わずに通行することが認められている（同法39条2項）。同法による罰則などについては、以下のとおり：
車両等
違反点数2点
3ヶ月以下の懲役または5万円以下の罰金（109条1号の2）
交通反則通告制度の対象（他の事由で対象外になる場合を除く）
歩行者2万円以下の罰金又は科料（121条1号）

### 自動車運転死傷行為処罰法
自動車の運転で信号無視して人身事故を起こした場合は、自動車の運転により人を死傷させる行為等の処罰に関する法律により、危険運転致死傷罪（信号無視運転致死傷）に問われうる。同法による罰則は、以下のとおり：
負傷の場合15年以下の懲役（2条5号）
致死の場合1年以上の有期懲役（2条5号）
無免許運転で人を負傷させた場合6ヶ月以上の有期懲役（6条1項）

## フランスと日本における歩行者の信号無視
2017年、イギリス王立協会のオンライン科学誌は、フランス・ストラスブールと日本・名古屋市の横断歩道で信号を無視した歩行者を調査し発表した。フランスでは、歩行者が10回に4回の割合で信号無視をした一方、日本では、信号無視した割合はフランスの20分の1だったという。